# Vetrânio
Vetrânio (em latim: Vetranio), nascido na província da Mésia, por vezes chamado incorretamente de "Vetriano", era um experiente soldado e oficial no exército romano quando recebeu o pedido de Constantina, a irmã do imperador romano Constâncio II, para que se auto-proclamasse césar em 1 de março de 350. O irmão dela, Constante, havia sido morto por Magnêncio no início do ano e ela provavelmente acreditava que Vetrânio iria proteger a família e ela contra o usurpador.
Vetrânio aceitou e moedas foram cunhadas em seu nome trazendo o título de augusto ("imperador sênior") ao invés de césar ("imperador júnior"). Constâncio parece ter aceitado o novo imperador e chegou a enviar-lhe dinheiro para que um exército fosse alistado. Vetrânio, por sua vez, pediu-lhe não apenas dinheiro, mas ajuda militar para conseguir enfrentar Magnêncio. Além disso, ele escreveu para o imperador professando sua lealdade. Quando as negociações chegaram num impasse, Vetrânio se voltou para Magnêncio e ambos enviaram uma embaixada para Constâncio, que foi recebida por ele em Heracleia na Trácia. Magnêncio ofereceu sua filha em casamento para Constâncio e pediu a mão de Constância, a irmã dele, o que asseguraria sua posição na dinastia constantiniana. A condição era que ele esquecesse a guerra na posição de imperador principal. Constâncio rejeitou todas as propostas.
Quando Magnêncio tomou o trono na Itália, Constâncio estava no meio de uma campanha contra o Império Sassânida no oriente. Em sua marcha de volta para casa, Constâncio se encontrou com Vetrânio em Sérdica e ambos seguiram juntos até Naísso. Em 25 de dezembro de 350, ambos subiram num palanque frente às tropas perfiladas e Constâncio, depois de um poderoso discurso, foi aclamado imperador. Ele então arrancou o manto púrpura de Vetrânio, desceu com ele do palanque, chamou-o de pai e sentou-se com ele numa mesa para jantar. Vetrânio em seguida foi autorizado a viver longe da política recebendo uma pensão estatal em Prusa ad Olympum, na Bitínia.